# تحول نسيجي
التحول النسيجي أو الحؤول (Metaplasia)  هو استبدال خلايا متمايزة من نوع معين بخلايا متمايزة من نوع آخر. الحؤول مختلف عن خلل التنسج كما أنه مختلف عن السرطان.
يؤدي الحؤول إلى تغيير مآل الخلايا في مطلع حياتها ولا يغير الخلايا المتمايزة.
الحؤول عكوس وينجم عادة كاستجابة لالتهاب وتخريش مزمن، ويتيح استبدال الخلايا بأخرى أقدر على العيش في ظروف لا تحتملها الخلية الأصلية. والحؤول ليس ضارا في حد ذاته ولكنه يمكن أن يؤثر على بطانة أعضاء مختلفة كالقصبات (الطرق الهوائية) والمثانة. فالحؤول في عنق الرحم يحدث تآكلا يمكن الكشف عنه باختبار لطاخة عنق الرحم.
الأهمية الطبية للحؤول، هو أن الخلايا قد تتطور من حؤول إلى خلل تنسج ومن ثم إلى سرطان. ويحدث ذلك في مواقع عديدة من الجسم كالمثانة وعنق الرحم وأسفل المريء. وعندما يكتشف الحؤول في هذه المواقع، نسعى سعيا جادا لإزالة العوامل المسببة، وبذلك نقلل من خطر ترقي الحؤول إلى آفة خبيثة. ينبغي متابعة الناحية المصابة بالحؤول متابعة دقيقة لضمان كشف بدايات أي خلل تنسج الذي إن تطورت في العضو تطورا ملحوظا يستطب حينها إزالة المنطقة المصابة لمنع تطورها إلى سرطان.